# Farnam
Le village américain de Farnam est situé dans le comté de Dawson, dans l’État du Nebraska. Sa population s’élevait à 171 habitants lors du recensement de 2010, estimée à 165 habitants en 2016.

## Démographie
| Groupe            | Farnam | Nebraska | États-Unis |
| ----------------- | ------ | -------- | ---------- |
| Blancs            | 91,8   | 86,1     | 72,4       |
| Océano-Américains | 3,5    | 0,1      | 0,2        |
| Métis             | 1,2    | 2,2      | 2,9        |
| Amérindiens       | 0,6    | 1,0      | 0,9        |
| Autres            | 2,9    | 10,6     | 23,6       |
| Total             | 100    | 100      | 100        |
|                   |        |          |            |
| Latino-Américains | 8,8    | 9,2      | 16,7       |

Selon l'American Community Survey, pour la période 2011-2015, 97,84 % de la population âgée de plus de 5 ans déclare parler l'anglais à la maison, 1,30 % déclare parler l'espagnol et 0,87 % l'allemand.

## Source
- (en) Cet article est partiellement ou en totalité issu de l’article de Wikipédia en anglais intitulé « Farnam, Nebraska » (voir la liste des auteurs).

1. ↑  (en) « Farnam, NE Population - Census 2010 and 2000 », sur censusviewer.com.
2. ↑  (en) « Population of Nebraska - Census 2010 and 2000 », sur censusviewer.com.
3. ↑  (en) « Language spoken at home by ability to speak English for the population 5 years and over », sur factfinder.census.gov.